# Doritos Crash Course
Doritos Crash Course, oorspronkelijk bekend als Avatar Crash Course, is een platformspel ontwikkeld door Wanako Games in samenwerking met Behaviour Interactive en uitgegeven op 8 december 2010 door Microsoft Studios.
Het spel was oorspronkelijk alleen verkrijgbaar als gratis download op de Xbox 360, nadat het een van de finalisten was geworden, samen met Harms Way, bij de door Doritos gesponsorde "Unlock Xbox" competitie uit 2010. Later werd het spel ook beschikbaar gesteld op Windows 8 onder de titel Doritos Crash Course Go!, verkort Crash Course Go!. Het spel is meer dan 4 miljoen keer gedownload. Er is ook een vervolg uitgegeven, genaamd Doritos Crash Course 2.

## Gameplay
In Doritos Crash Course racen spelers met hun Xbox Live avatars door hindernisbanen. Naarmate de speler vordert in het spel worden de levels steeds moeilijker. Er zijn drie gebieden waar de speler kan racen, namelijk Verenigde Staten, Europa en Japan. Elk met vijf levels, waarbij level één gemakkelijk is en de moeilijkheidsgraad oploopt naar level vijf.
Op de baan komt de speler een aantal obstakels tegen die ontweken moeten worden. Deze bestaan uit gaten waar overheen gesprongen moet worden, zwengelende hamers, touwen, trampolines, luchtblazers, instortende vloeren, lopende banden in verschillende richtingen met verschillende snelheden en afgeschoten paintballballen.

## Downloadbare inhoud
Op 2 januari 2013 werd de "City Lights" downloadbare inhoud uitgegeven. Dit pakket bevat vijftien nieuwe levels die zich afspelen in Londen en Las Vegas.